# Valtinho da Silva
Valter Apolinário da Silva (Rio Claro, 31 de janeiro de 1977) conhecido como Valtinho, é um ex basquetebolista brasileiro que atuou na posição de armador.
Era reconhecido por ser um jogador que assumia a responsabilidade em momentos decisivos e que sabia controlar a dinâmica do jogo, imprimindo o ritmo do seu time em quadra.
Valtinho passou por vários times do país; o que ele mais defendeu foi o Unitri/Uberlândia, onde atuou por dez temporadas e conquistou um Campeonato Brasileiro e uma Liga Sul-Americana. 

## Estatísticas
| † | Temporadas em que Valtinho foi campeão |
|   | Liderou o torneio                      |
| * | Estatísticas incompletas               |

### Torneios nacionais

#### NBB

##### Temporada regular
| Ano       | Equipe            | PJ  | MPJ  | 2P%  | 3P%  | LL%  | RT  | AS  | BR  | TO | PPJ  |
| --------- | ----------------- | --- | ---- | ---- | ---- | ---- | --- | --- | --- | -- | ---- |
| 2008–09   | Lobos Brasília    | 25  | 33.3 | .606 | .389 | .852 | 3.8 | 4.8 | 1.6 | .1 | 12.7 |
| 2009–10 † | Lobos Brasília    | 24  | 31.2 | .550 | .347 | .800 | 3.3 | 5.1 | 1.3 | .0 | 11.1 |
| 2010–11   | Unitri/Uberlândia | 25  | 36.0 | .592 | .333 | .862 | 3.9 | 5.1 | 1.5 | .0 | 10.4 |
| 2011–12   | Unitri/Uberlândia | 17  | 29.8 | .598 | .324 | .796 | 2.5 | 4.7 | 1.4 | .0 | 10.0 |
| 2012–13   | Unitri/Uberlândia | 14  | 28.2 | .514 | .500 | .690 | 2.4 | 4.9 | .6  | .1 | 6.8  |
| 2013–14   | Unitri/Uberlândia | 32  | 34.9 | .493 | .355 | .777 | 4.1 | 7.3 | 1.2 | .1 | 11.3 |
| 2014–15   | São José          | 30  | 30.2 | .464 | .395 | .791 | 3.7 | 5.2 | 1.2 | .0 | 7.6  |
| 2015–16   | Paulistano        | 28  | 27.5 | .411 | .350 | .819 | 2.7 | 5.1 | 1.0 | .0 | 7.9  |
| Carreira  | Carreira          | 195 | 31.4 | .529 | .367 | .809 | 3.3 | 5.3 | 1.2 | .0 | 9.8  |

##### Playoffs
| Ano      | Equipe            | PJ | MPJ  | 2P%  | 3P%  | LL%  | RT  | AS  | BR  | TO | PPJ  |
| -------- | ----------------- | -- | ---- | ---- | ---- | ---- | --- | --- | --- | -- | ---- |
| 2009     | Lobos Brasília    | 14 | 38.5 | .636 | .283 | .743 | 4.2 | 5.4 | 1.1 | .3 | 11.6 |
| 2010 †   | Lobos Brasília    | 13 | 33.7 | .554 | .362 | .844 | 4.5 | 4.8 | 1.1 | .0 | 12.8 |
| 2011     | Unitri/Uberlândia | 8  | 37.6 | .721 | .393 | .857 | 4.3 | 5.8 | 2.0 | .0 | 14.9 |
| 2012     | Unitri/Uberlândia | 9  | 36.5 | .481 | .486 | .880 | 2.9 | 4.2 | .8  | .0 | 13.7 |
| 2013     | Unitri/Uberlândia | 9  | 33.5 | .622 | .484 | .882 | 3.4 | 5.2 | 1.0 | .1 | 11.8 |
| 2014     | Unitri/Uberlândia | 5  | 38.9 | .483 | .238 | .792 | 5.6 | 8.8 | 1.2 | .0 | 12.4 |
| 2015     | São José          | 9  | 29.3 | .619 | .130 | .645 | 3.1 | 4.6 | .6  | .0 | 6.1  |
| 2016     | Paulistano        | 4  | 26.9 | .826 | .375 | .647 | 2.0 | 6.3 | .5  | .0 | 14.5 |
| Carreira | Carreira          | 71 | 34.4 | .603 | .348 | .786 | 3.8 | 5.6 | 1.0 | .1 | 12.0 |

#### Campeonato Nacional
| Ano        | Equipe            | PJ  | MPJ  | 2P%  | 3P%  | LL%  | RT  | AS  | BR  | TO | PPJ  |
| ---------- | ----------------- | --- | ---- | ---- | ---- | ---- | --- | --- | --- | -- | ---- |
| 1995 †     | Rio Claro         |     |      |      |      |      |     |     |     |    |      |
| 1996       | Rio Claro         | 27  | 16.1 | .688 | .571 | .848 | 1.7 | .5  | .7  | .1 | 8.6  |
| 1997       | Ribeirão Preto    | 24  | 23.6 | .676 | .353 | .833 | 2.2 | 2.1 | 1.5 | .0 | 8.7  |
| 1998       | Ribeirão Preto    | 8   | 21.9 | .619 | .500 | .900 | 1.0 | 2.4 | .9  | .1 | 4.1  |
| 1999 †     | Franca            | 38  | 23.9 | .632 | .444 | .758 | 2.0 | 3.8 | .9  | .2 | 9.8  |
| 2000       | Franca            | 36  | 34.7 | .569 | .464 | .769 | 3.4 | 6.4 | 1.1 | .2 | 13.8 |
| 2001       | Franca            | 38  | 37.0 | .609 | .406 | .839 | 3.7 | 7.3 | 1.5 | .3 | 16.4 |
| 2002       | Unitri/Uberlândia | 36  | 37.2 | .615 | .407 | .815 | 3.3 | 8.9 | 1.5 | .1 | 14.1 |
| 2003       | Unitri/Uberlândia | 43  | 37.2 | .582 | .300 | .830 | 4.8 | 8.1 | 2.2 | .1 | 13.9 |
| 2004 †     | Unitri/Uberlândia | 32  | 35.7 | .611 | .348 | .789 | 4.6 | 6.2 | 1.4 | .1 | 12.2 |
| 2005       | Unitri/Uberlândia | 39  | 35.3 | .561 | .346 | .750 | 4.8 | 7.1 | 1.5 | .0 | 12.4 |
| 2006       | Unitri/Uberlândia | 21  | 36.4 | .672 | .345 | .925 | 4.1 | 7.7 | 1.7 | .0 | 15.3 |
| 2007       | Unitri/Uberlândia | 31  | 37.9 | .556 | .324 | .906 | 4.5 | 6.0 | 1.3 | .1 | 15.0 |
| 2008       | Lobos Brasília    | 32  | 37.5 | .605 | .400 | .875 | 3.6 | 6.0 | 1.0 | .2 | 13.7 |
| Carreira * | Carreira *        | 405 | 32.9 |      |      |      | 3.6 | 6.0 | 1.4 | .1 | 12.8 |

### Torneios internacionais

#### Liga das Américas
| Ano      | Equipe            | PJ | MPJ  | 2P%  | 3P%  | LL%  | RT  | AS  | BR  | TO | PPJ  |
| -------- | ----------------- | -- | ---- | ---- | ---- | ---- | --- | --- | --- | -- | ---- |
| 2008     | Lobos Brasília    | 3  | 35.0 | .500 | .333 | .857 | 1.7 | 5.0 | 2.7 | .3 | 8.3  |
| 2009 †   | Lobos Brasília    | 6  | 35.8 | .409 | .640 | .833 | 3.2 | 4.2 | 1.2 | .0 | 14.3 |
| 2010     | Lobos Brasília    | 3  | 39.7 | .571 | .556 | .846 | 3.7 | 3.0 | 1.0 | .3 | 16.7 |
| 2014     | Unitri/Uberlândia | 6  | 33.5 | .522 | .400 | .900 | 4.8 | 7.8 | .8  | .0 | 9.5  |
| 2015     | São José          | 6  | 30.5 | .385 | .455 | .778 | 4.0 | 5.0 | .7  | .2 | 7.0  |
| Carreira | Carreira          | 24 | 34.3 | .471 | .500 | .841 | 3.7 | 5.3 | 1.1 | .1 | 10.8 |

#### Liga Sul-Americana
| Ano        | Equipe            | PJ | MPJ  | 2P%  | 3P%  | LL%  | RT  | AS  | BR  | TO | PPJ  |
| ---------- | ----------------- | -- | ---- | ---- | ---- | ---- | --- | --- | --- | -- | ---- |
| 1996       | Rio Claro         |    |      |      |      |      |     |     |     |    |      |
| 1999       | Franca            |    |      |      |      |      |     |     |     |    |      |
| 2000       | Franca            |    |      |      |      |      |     |     |     |    |      |
| 2004       | Unitri/Uberlândia | 14 | 31.8 | .614 | .375 | .808 | 3.9 | 5.7 | 2.2 | .1 | 12.9 |
| 2005 †     | Unitri/Uberlândia |    |      |      |      |      |     |     |     |    |      |
| 2006       | Unitri/Uberlândia |    |      |      |      |      |     |     |     |    |      |
| 2007       | Unitri/Uberlândia | 3  | 33.7 | .706 | .455 | .818 | 4.0 | 5.0 | 2.0 | .0 | 16.0 |
| 2008       | Lobos Brasília    | 8  | 31.6 | .703 | .364 | .833 | 2.3 | 5.0 | 3.0 | .3 | 13.5 |
| 2009 II    | Lobos Brasília    | 3  | 35.0 | .700 | .308 | .750 | 2.3 | 8.0 | 1.7 | .0 | 11.7 |
| Carreira * | Carreira *        | 28 | 32.3 | .653 | .371 | .808 | 3.3 | 5.7 | 2.4 | .1 | 13.3 |

#### Campeonato Sul-Americano de Clubes Campeões
| Ano        | Equipe            | PJ | MPJ  | 2P%  | 3P%  | LL%  | RT  | AS  | BR  | TO | PPJ  |
| ---------- | ----------------- | -- | ---- | ---- | ---- | ---- | --- | --- | --- | -- | ---- |
| 1995 †     | Rio Claro         |    |      |      |      |      |     |     |     |    |      |
| 1996       | Rio Claro         |    |      |      |      |      |     |     |     |    |      |
| 2001       | Unitri/Uberlândia |    |      |      |      |      |     |     |     |    |      |
| 2004       | Unitri/Uberlândia | 5  | 33.2 | .593 | .375 | .833 | 1.2 | 6.4 | 3.6 | .0 | 12.0 |
| 2005       | Unitri/Uberlândia |    |      |      |      |      |     |     |     |    |      |
| 2007       | Lobos Brasília    | 5  | 34.4 | .440 | .190 | .917 | 4.6 | 3.6 | 2.4 | .0 | 11.2 |
| Carreira * | Carreira *        | 10 | 33.8 | .519 | .270 | .889 | 2.9 | 5.0 | 3.0 | .0 | 11.6 |

### Seleção Brasileira
| Ano        | Torneio       | PJ | MPJ  | 2P%  | 3P%  | LL%  | RT  | AS  | BR  | TO | PPJ  |
| ---------- | ------------- | -- | ---- | ---- | ---- | ---- | --- | --- | --- | -- | ---- |
| 2003 †     | Sul-Americano | 6  | 24.2 | .560 | .111 | .733 | 3.0 | 2.8 | 2.7 | .0 | 7.0  |
| 2003 †     | Pan-Americano | 5  |      |      |      |      |     |     |     |    | 7.8  |
| 2003       | Copa América  | 8  | 21.5 | .600 | .286 | .769 | 2.6 | 3.4 | .8  | .0 | 5.0  |
| 2007 †     | Pan-Americano | 5  | 33.0 | .667 | .500 | .857 | 3.8 | 6.4 | .4  | .0 | 12.6 |
| 2007       | Copa América  | 10 | 28.8 | .583 | .588 | .929 | 2.6 | 4.6 | 1.4 | .0 | 7.1  |
| Carreira * | Carreira *    | 34 | 26.6 | .598 | .426 | .825 | 2.9 | 4.2 | 1.3 | .0 | 7.5  |

## Principais resultados pelos clubes
| Campeonato                             |                | Colocação    | Ano  | Clube             |
| -------------------------------------- | -------------- | ------------ | ---- | ----------------- |
| Campeonato Brasileiro                  |                | Campeão      | 2017 | Bauru Basquete    |
| Campeonato Mineiro                     |                | Campeão      | 2012 | Unitri/Uberlândia |
| Campeonato Mineiro                     |                | Campeão      | 2011 | Unitri/Uberlândia |
| Campeonato Mineiro                     |                | Campeão      | 2010 | Unitri/Uberlândia |
| Campeonato Brasileiro                  |                | Campeão      | 2010 | Lobos Brasília    |
| Campeonato Brasileiro                  |                | Vice-Campeão | 2009 | Lobos Brasília    |
| Campeonato Carioca                     | Rio de Janeiro | Vice-Campeão | 2008 | Vasco da Gama     |
| Campeonato Mineiro                     |                | Campeão      | 2007 | Unitri/Uberlândia |
| Copa Joaquim de Oliveira               |                | Campeão      | 2006 | Unitri/Uberlândia |
| Torneio Encestando Una Sonrisa - Chile |                | Campeão      | 2006 | Unitri/Uberlândia |
| Sul-Americano de Clubes                |                | 3° lugar     | 2006 | Unitri/Uberlândia |
| Campeonato Mineiro                     |                | Campeão      | 2006 | Unitri/Uberlândia |
| Copa Joaquim de Oliveira               |                | Campeão      | 2005 | Unitri/Uberlândia |
| Sul-Americano de Clubes                |                | 2° lugar     | 2005 | Unitri/Uberlândia |
| Encestando Una Sonrisa - Chile         |                | 2° lugar     | 2005 | Unitri/Uberlândia |
| Liga Sul-Americana                     | -              | Campeão      | 2005 | Unitri/Uberlândia |
| Campeonato Brasileiro                  |                | Vice-Campeão | 2005 | Unitri/Uberlândia |
| Campeonato Mineiro                     |                | Campeão      | 2005 | Unitri/Uberlândia |
| Liga Sul-Americana                     |                | 2º Lugar     | 2004 | Unitri/Uberlândia |
| Copa Centro-Sul                        | -              | Campeão      | 2004 | Unitri/Uberlândia |
| Campeonato Brasileiro                  |                | Campeão      | 2004 | Unitri/Uberlândia |
| Campeonato Mineiro                     |                | Campeão      | 2004 | Unitri/Uberlândia |
| Campeonato Brasileiro                  |                | Vice-Campeão | 2003 | Unitri/Uberlândia |
| Campeonato Mineiro                     |                | Campeão      | 2003 | Unitri/Uberlândia |
| Campeonato Mineiro                     |                | Campeão      | 2002 | Unitri/Uberlândia |
| Campeonato Brasileiro                  |                | Campeão      | 1999 | Franca Basquete   |